# Венс Пакард
Венс Оукли Пакард (22. мај 1914 — 12. децембар 1996) је био амерички новинар и друштвени критичар . Био је аутор неколико књига, укључујући Скривени убеђивачи и Голо друштво. Био је критичар конзумеризма .

## Скривени убеђивачи
У делу  "Скривени убеђивачи", први пут објављеном 1957. године, Пакард је истраживао употребу истраживања мотивације потрошача и других психолошких техника, укључујући дубинску психологију и подсвесне тактике, да би манипулисао очекивањима и подстакао жељу за производима, посебно у америчкој послератној ери. Идентификовао је осам „убедљивих потреба“ које оглашивачи обећавају да ће производи испунити (емоционална сигурност, уверење у вредност, задовољење ега, креативни отвори, љубавни објекти, осећај моћи, корени, бесмртност).
Према Пакарду, ове потребе су толико јаке да су људи приморани да купују производе само да би задовољили те потребе. Књига такође истражује манипулативне технике промовисања политичара у бирачко тело. Поред тога, књига доводи у питање моралност коришћења ових техника.